# Eisschnelllauf-Mehrkampfweltmeisterschaft 2010

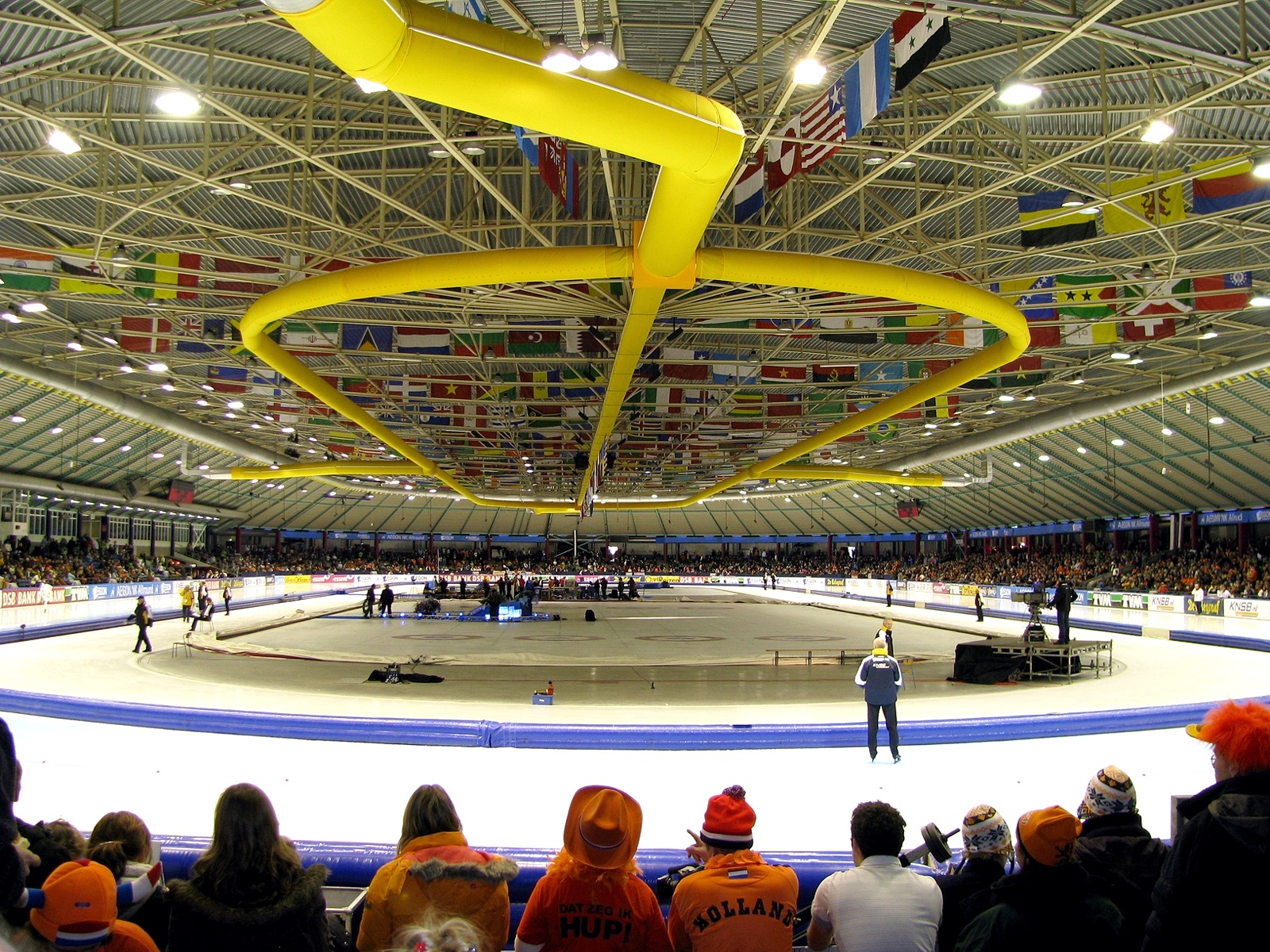
Der Austragungsort: die Thialf-Arena

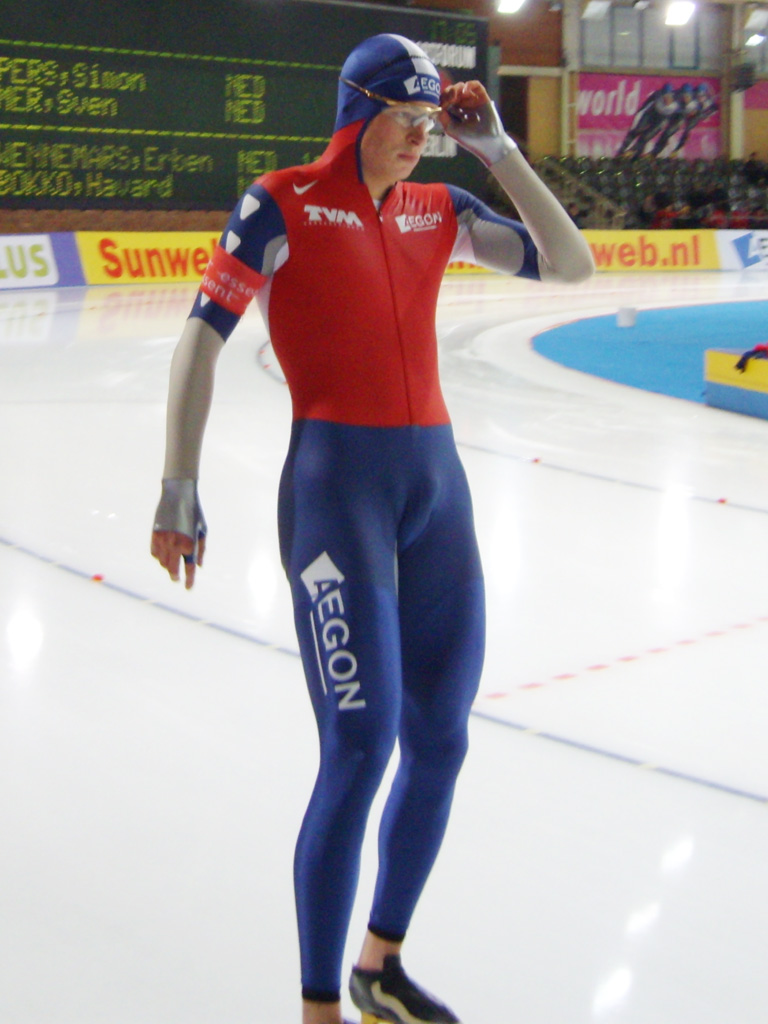
Mehrkampfweltmeister
Sven Kramer

Die 104. Mehrkampfweltmeisterschaft (68. der Frauen) wurde am 19. bis 21. März 2010 im Thialf im niederländischen Heerenveen ausgetragen.

## Teilnehmende Nationen
- 48 Sportler aus 14 Nationen kamen, um unter sich den Mehrkampfweltmeister zu ermitteln

| Teilnehmende Nationen (Frauen/Männer)                            | Teilnehmende Nationen (Frauen/Männer)                      | Teilnehmende Nationen (Frauen/Männer)                      | Teilnehmende Nationen (Frauen/Männer)   |
| ---------------------------------------------------------------- | ---------------------------------------------------------- | ---------------------------------------------------------- | --------------------------------------- |
| Australien (0/1) Kanada (4/4) Tschechien (2/0) Deutschland (2/2) | Italien (0/2) Japan (3/1) Südkorea (1/0) Niederlande (4/4) | Norwegen (3/2) Neuseeland (0/1) Polen (1/2) Russland (2/1) | Schweden (0/2) Vereinigte Staaten (2/2) |

## Wettbewerbe
Bei der Mehrkampfweltmeisterschaft geht es über jeweils vier Distanzen. Die Frauen laufen 500, 3000, 1500 und 5000 Meter und die Männer 500, 5000, 1500 und 10.000 Meter. Jede gelaufene Einzelstreckenzeit wird in Sekunden auf 500 Meter heruntergerechnet und addiert. Die Summe ergibt die Gesamtpunktzahl. Die zwölf besten Frauen und Männer nach drei Strecken werden für die letzte Distanz zugelassen. Meister wird, wer nach vier Strecken die niedrigste Gesamtpunktzahl erlaufen hat.

### Frauen

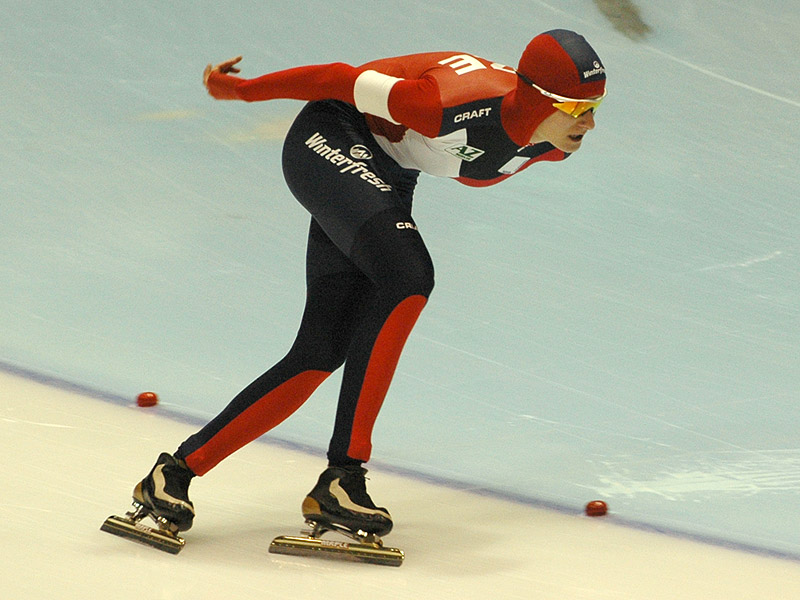
Mehrkampfweltmeisterin
Martina Sáblíková

#### Endstand Kleiner Vierkampf
- Zeigt die zwölf erfolgreichsten Sportlerinnen der Mehrkampf-WM (Finalteilnahme über 5000 Meter)
  - Die Zahl in Klammern gibt die Platzierung je Einzelstrecke an, fett gedruckt die jeweils Schnellste.

| Rang | Name                   | 500 Meter/ Pkt. | 3.000 Meter  | Pkt.   | 1500 Meter   | Pkt.   | 5000 Meter   | Pkt.   | Gesamt- punkte |
| ---- | ---------------------- | --------------- | ------------ | ------ | ------------ | ------ | ------------ | ------ | -------------- |
| 1    | Martina Sáblíková      | 40,25 (11)      | 4:03,59 (1)  | 40,598 | 1:57,23 (3)  | 39,077 | 6:50,98 (1)  | 41,098 | 161,022        |
| 2    | Kristina Groves        | 39,42 (4)       | 4:05,98 (4)  | 40,997 | 1:56,64 (1)  | 38,880 | 7:02,16 (4)  | 42,216 | 161,512        |
| 3    | Ireen Wüst             | 39,54 (6)       | 4:05,10 (2)  | 40,850 | 1:56,86 (2)  | 38,953 | 7:07,63 (7)  | 42,763 | 162,106        |
| 4    | Daniela Anschütz-Thoms | 40,48 (15)      | 4:06,82 (5)  | 41,137 | 1:58,04 (4)  | 39,347 | 6:59,93 (3)  | 41,993 | 162,955        |
| 5    | Jilleanne Rookard      | 40,31 (13)      | 4:07,39 (6)  | 41,232 | 1:59,13 (10) | 39,710 | 7:06,94 (6)  | 42,694 | 163,945        |
| 6    | Jorien Voorhuis        | 40,29 (12)      | 4:08,27 (7)  | 41,378 | 1:58,97 (8)  | 39,657 | 7:09,80 (8)  | 42,980 | 164,304        |
| 7    | Diane Valkenburg       | 40,52 (16)      | 4:09,08 (9)  | 41,513 | 1:58,10 (5)  | 39,367 | 7:11,96 (10) | 43,196 | 164,595        |
| 8    | Jekaterina Sjikhova    | 38,83 (1)       | 4:14,48 (15) | 42,413 | 1:58,57 (7)  | 39,523 | 7:20,69 (12) | 44,069 | 164,835        |
| 9    | Brittany Schussler     | 40,17 (9)       | 4:11,94 (12) | 41,990 | 1:58,28 (6)  | 39,427 | 7:13,68 (11) | 43,368 | 164,954        |
| 10   | Maren Haugli           | 41,06 (19)      | 4:08,58 (8)  | 41,430 | 2:01,37 (17) | 40,457 | 7:03,13 (5)  | 42,313 | 165,259        |
| 11   | Cindy Klassen          | 40,63 (17)      | 4:11,42 (10) | 41,903 | 2:00,26 (16) | 40,087 | 7:11,03 (9)  | 43,103 | 165,722        |
| 12   | Stephanie Beckert      | 42,71 (24)      | 4:05,62 (3)  | 40,937 | 2:02,21 (19) | 40,737 | 6:55,30 (2)  | 41,530 | 165,912        |

#### 500 Meter
| Platz | Name                             | Land               | Zeit/Pkt. |  |
| ----- | -------------------------------- | ------------------ | --------- |  |
| 1     | Jekaterina Sjikhova              | Russland           | 38,83     |  |
| 2     | Jekaterina Lobyschewa            | Russland           | 39,15     |  |
| 3     | Karolína Erbanová                | Tschechien         | 39,31     |  |
| 4     | Kristina Groves                  | Kanada             | 39,42     |  |
| 5     | Hege Bøkko                       | Norwegen           | 39,46     |  |
| 6     | Ireen Wüst                       | Niederlande        | 39,54     |  |
| 7     | Anna Ringsred                    | Vereinigte Staaten | 39,91     |  |
| 8     | Katarzyna Bachleda-Curuś         | Polen              | 40,10     |  |
| 9     | Elma de Vries Brittany Schussler | Niederlande Kanada | 40,17     |  |
|       |                                  |                    |           |  |
| 15    | Daniela Anschütz-Thoms           | Deutschland        | 40,48     |  |
| 24    | Stephanie Beckert                | Deutschland        | 42,71     |  |

#### 3000 Meter
| Platz | Name                   | Land               | Zeit    | Punkte |
| ----- | ---------------------- | ------------------ | ------- | ------ |
| 1     | Martina Sáblíková      | Tschechien         | 4:03,59 | 40,598 |
| 2     | Ireen Wüst             | Niederlande        | 4:05,10 | 40,850 |
| 3     | Stephanie Beckert      | Deutschland        | 4:05,62 | 40,937 |
| 4     | Kristina Groves        | Kanada             | 4:05,98 | 40,997 |
| 5     | Daniela Anschütz-Thoms | Deutschland        | 4:06,82 | 41,137 |
| 6     | Jilleanne Rookard      | Vereinigte Staaten | 4:07,39 | 41,232 |
| 7     | Jorien Voorhuis        | Niederlande        | 4:08,27 | 41,378 |
| 8     | Maren Haugli           | Norwegen           | 4:08,58 | 41,430 |
| 9     | Diane Valkenburg       | Niederlande        | 4:09,08 | 41,513 |
| 10    | Cindy Klassen          | Kanada             | 4:11,42 | 41,903 |

#### 1500 Meter
| Platz | Name                   | Land               | Zeit    | Punkte  |
| ----- | ---------------------- | ------------------ | ------- | ------- |
| 1     | Kristina Groves        | Kanada             | 1:56,64 | 38,880  |
| 2     | Ireen Wüst             | Niederlande        | 1:56,86 | 3 8,953 |
| 3     | Martina Sáblíková      | Tschechien         | 1:57,23 | 39,077  |
| 4     | Daniela Anschütz-Thoms | Deutschland        | 1:58,04 | 39,347  |
| 5     | Diane Valkenburg       | Niederlande        | 1:58,10 | 39,367  |
| 6     | Brittany Schussler     | Kanada             | 1:58,28 | 39,427  |
| 7     | Jekaterina Sjikhova    | Russland           | 1:58,57 | 39,523  |
| 8     | Jorien Voorhuis        | Niederlande        | 1:58,97 | 39,657  |
| 9     | Hege Bøkko             | Norwegen           | 1:59,01 | 39,670  |
| 10    | Jilleanne Rookard      | Vereinigte Staaten | 1:59,13 | 39,710  |
|       |                        |                    |         |         |
| 19    | Stephanie Beckert      | Deutschland        | 2:02,21 | 40,737  |

#### 5000 Meter
| Platz | Name                   | Land               | Zeit    | Punkte |
| ----- | ---------------------- | ------------------ | ------- | ------ |
| 1     | Martina Sáblíková      | Tschechien         | 6:50,98 | 41,098 |
| 2     | Stephanie Beckert      | Deutschland        | 6:55,30 | 41,530 |
| 3     | Daniela Anschütz-Thoms | Deutschland        | 6:59,93 | 41,993 |
| 4     | Kristina Groves        | Kanada             | 7:02,16 | 42,216 |
| 5     | Maren Haugli           | Norwegen           | 7:03,13 | 42,694 |
| 6     | Jilleanne Rookard      | Vereinigte Staaten | 7:06,94 | 42,694 |
| 7     | Ireen Wüst             | Niederlande        | 7:07,63 | 42,763 |
| 8     | Jorien Voorhuis        | Niederlande        | 7:09,80 | 42,980 |
| 9     | Cindy Klassen          | Kanada             | 7:11,03 | 43,103 |
| 10    | Diane Valkenburg       | Niederlande        | 7:13,68 | 43,368 |

### Männer

#### Endstand Großer Vierkampf
- Zeigt die zwölf erfolgreichsten Sportler der Mehrkampf-WM (Finalteilnahme über 10.000 Meter)

| Rang | Name                | 500 Meter/ Pkt. | 5000 Meter   | Pkt.   | 1500 Meter   | Pkt.   | 10.000 Meter  | Pkt.   | Gesamt- punkte |
| ---- | ------------------- | --------------- | ------------ | ------ | ------------ | ------ | ------------- | ------ | -------------- |
| 1    | Sven Kramer         | 36,45 (6)       | 6:19,63 (1)  | 37,963 | 1:46,83 (4)  | 35,610 | 12:57,97 (1)  | 38,898 | 148,921        |
| 2    | Jonathan Kuck       | 36,31 (3)       | 6:23,47 (4)  | 38,347 | 1:45,36 (1)  | 35,120 | 13:15,62 (4)  | 39,781 | 149,558        |
| 3    | Håvard Bøkko        | 36,62 (9)       | 6:21,08 (2)  | 38,108 | 1:47,68 (6)  | 35,893 | 13:12,13 (2)  | 39,607 | 150,227        |
| 4    | Ted-Jan Bloemen     | 36,87 (13)      | 6:23,41 (3)  | 38,341 | 1:47,85 (7)  | 35,950 | 13:13,56 (3)  | 39,678 | 150,839        |
| 5    | Jan Blokhuijsen     | 36,62 (9)       | 6:27,68 (7)  | 38,768 | 1:48,00 (10) | 36,00  | 13:25,97 (6)  | 40,298 | 151,686        |
| 6    | Trevor Marsicano    | 36,40 (5)       | 6:32,79 (10) | 39,279 | 1:46,70 (3)  | 35,567 | 13:38,11 (9)  | 40,906 | 152,150        |
| 7    | Wouter Olde Heuvel  | 36,95 (15)      | 6:29,45 (8)  | 38,945 | 1:47,89 (8)  | 35,963 | 13:32,27 (8)  | 40,614 | 152,471        |
| 8    | Sverre Haugli       | 38,10 (20)      | 6:26,03 (6)  | 38,603 | 1:48,22 (12) | 36,073 | 13:18,39 (5)  | 39,920 | 152,695        |
| 9    | Lucas Makowsky      | 36,45 (6)       | 6:35,06 (11) | 39,506 | 1:46,15 (2)  | 35,383 | 13:54,63 (10) | 41,731 | 153,070        |
| 10   | Konrad Niedźwiedzki | 35,68 (1)       | 6:48,95 (22) | 40,895 | 1:47,19 (5)  | 35,730 | 14:10,78 (12) | 42,539 | 154,844        |
| 11   | Matteo Anesi        | 36,36 (4)       | 6:42,52 (19) | 40,252 | 1:47,95 (9)  | 35,983 | 14:08,40 (11) | 42,420 | 155,015        |
| 12   | Shane Dobbin        | 38,41 (22)      | 6:30,64 (9)  | 39,064 | 1:51,20 (20) | 37,067 | 13:30,30 (7)  | 40,515 | 155,055        |

#### 500 Meter
| Platz | Name                         | Land                 | Zeit/Pkt. |  |
| ----- | ---------------------------- | -------------------- | --------- |  |
| 1     | Konrad Niedźwiedzki          | Polen                | 35,68     |  |
| 2     | Joel Eriksson                | Schweden             | 36,25     |  |
| 3     | Jonathan Kuck                | Vereinigte Staaten   | 36,31     |  |
| 4     | Matteo Anesi                 | Italien              | 36,36     |  |
| 5     | Trevor Marsicano             | Vereinigte Staaten   | 36,40     |  |
| 6     | Sven Kramer Lucas Makowsky   | Niederlande Kanada   | 36,45     |  |
| 8     | Zbigniew Bródka              | Polen                | 36,61     |  |
| 9     | Håvard Bøkko Jan Blokhuijsen | Norwegen Niederlande | 36,62     |  |
|       |                              |                      |           |  |
| 21    | Patrick Beckert              | Deutschland          | 38,13     |  |
| 23    | Marco Weber                  | Deutschland          | 38,54     |  |

#### 5000 Meter
| Platz | Name               | Land               | Zeit    | Pkt.   |
| ----- | ------------------ | ------------------ | ------- | ------ |
| 1     | Sven Kramer        | Niederlande        | 6:19,63 | 37,963 |
| 2     | Håvard Bøkko       | Norwegen           | 6:21,08 | 38,108 |
| 3     | Ted-Jan Bloemen    | Niederlande        | 6.23,41 | 38,341 |
| 4     | Jonathan Kuck      | Vereinigte Staaten | 6:23,41 | 38,347 |
| 5     | Ivan Skobrev       | Russland           | 6:23,88 | 38,388 |
| 6     | Sverre Haugli      | Norwegen           | 6:26,03 | 38,603 |
| 7     | Jan Blokhuijsen    | Niederlande        | 6:27,68 | 38,768 |
| 8     | Wouter Olde Heuvel | Niederlande        | 6:29,45 | 38,945 |
| 9     | Shane Dobbin       | Neuseeland         | 6:30,64 | 39,064 |
| 10    | Trevor Marsicano   | Vereinigte Staaten | 6:32,79 | 39,279 |
|       |                    |                    |         |        |
| 12    | Marco Weber        | Deutschland        | 6:36,88 | 39,688 |
| 14    | Patrick Beckert    | Deutschland        | 6:37,05 | 39,705 |

#### 1500 Meter
| Platz | Name                | Land               | Zeit    | Pkt.   |
| ----- | ------------------- | ------------------ | ------- | ------ |
| 1     | Jonathan Kuck       | Vereinigte Staaten | 1:45,36 | 35,120 |
| 2     | Lucas Makowsky      | Kanada             | 1:46,15 | 35,383 |
| 3     | Trevor Marsicano    | Vereinigte Staaten | 1:46,70 | 35,567 |
| 4     | Sven Kramer         | Niederlande        | 1:46,83 | 35,610 |
| 5     | Konrad Niedźwiedzki | Polen              | 1:47,19 | 35,730 |
| 6     | Håvard Bøkko        | Norwegen           | 1:47,68 | 35,893 |
| 7     | Ted-Jan Bloemen     | Niederlande        | 1:47,85 | 35,950 |
| 8     | Wouter Olde Heuvel  | Niederlande        | 1:47,89 | 35,963 |
| 9     | Matteo Anesi        | Italien            | 1:47,95 | 35,983 |
| 10    | Jan Blokhuijsen     | Niederlande        | 1:48,00 | 36,000 |
|       |                     |                    |         |        |
| 19    | Patrick Beckert     | Deutschland        | 1:50,56 | 36,853 |
| 21    | Marco Weber         | Deutschland        | 1:52,63 | 37,543 |

#### 10.000 Meter
| Platz | Name               | Land               | Zeit     | Pkt.   |
| ----- | ------------------ | ------------------ | -------- | ------ |
| 1     | Sven Kramer        | Niederlande        | 12:57,97 | 38,898 |
| 2     | Håvard Bøkko       | Norwegen           | 13:12,13 | 39,607 |
| 3     | Ted-Jan Bloemen    | Niederlande        | 13:13,56 | 39,678 |
| 4     | Jonathan Kuck      | Vereinigte Staaten | 13:15,62 | 39,781 |
| 5     | Sverre Haugli      | Norwegen           | 13:18,39 | 39,920 |
| 6     | Jan Blokhuijsen    | Niederlande        | 13:25,97 | 40,298 |
| 7     | Shane Dobbin       | Neuseeland         | 13:30,30 | 40,515 |
| 8     | Wouter Olde Heuvel | Niederlande        | 13:32,27 | 40,614 |
| 9     | Trevor Marsicano   | Vereinigte Staaten | 13:38,11 | 40,906 |
| 10    | Lucas Makowsky     | Kanada             | 13:54,63 | 41,731 |